# 似鵜鶘龍屬
似鵜鶘龍屬是種原始、基礎似鳥龍下目恐龍，發現於早白堊紀的西班牙。似鵜鶘龍的牙齒數量比其他似鳥龍類恐龍還多，大部分的似鳥龍下目恐龍缺乏牙齒。

## 發現與命名
在1993年，Armando Díaz Romeral在西班牙的La Hoyas地層發現一個獸腳類的頭顱骨與骨骼化石。在1994年，Bernardino Pérez Pérez-Moreno等人將這些化石敘述、命名。模式種是多鋸似鵜鶘龍（P. polyodon），屬名意為「鵜鶘模仿者」，意指其長口鼻部與形狀；種名在希臘文意為「許多」與「牙齒」，意指這種恐龍擁有數量眾多的牙齒。
似鵜鶘龍的正模標本（編號LH 7777）發現於西班牙昆卡省的著名挖掘地點La Hoyas，屬於La Huérguina地層，地質年代為早白堊紀的早巴列姆階。
目前唯一的標本是關節連接的身體骨骼前半部，包含：頭顱骨、全部的頸椎、大部分的背部脊椎、肋骨、胸骨、肩帶、完整的右前肢、以及大部分的左後肢所構成。頭顱骨後方、頸部後方、前肢周圍可發現軟組織的痕跡。

## 敘述

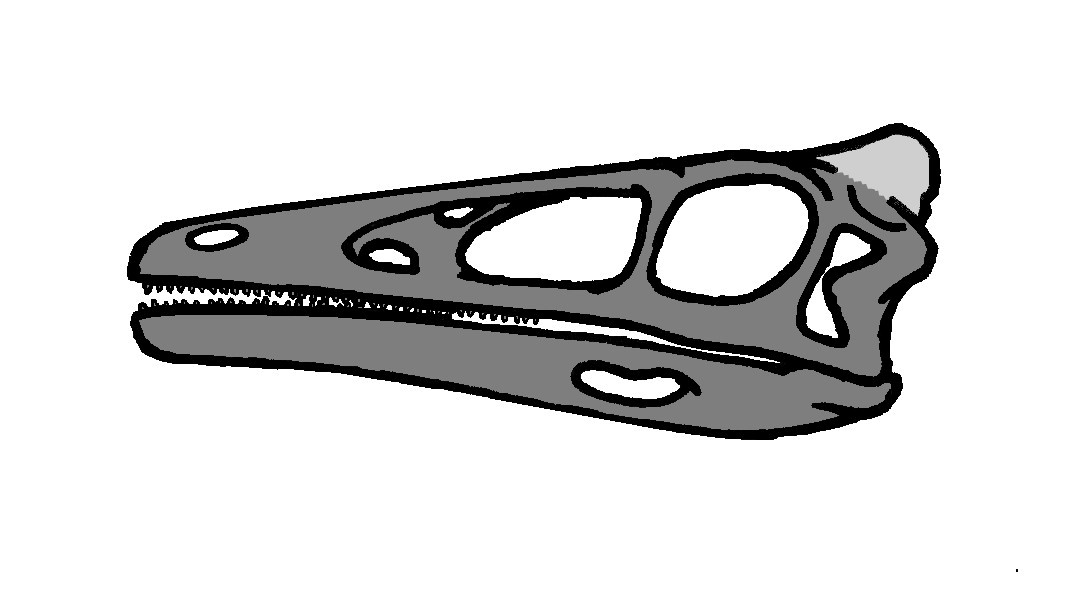
似鵜鶘龍的頭顱骨示意圖，頭頂的小冠可能由角蛋白構成（圖中淺灰色區域）

似鵜鶘龍是種小型似鳥龍類恐龍，身長約2到2.5公尺。牠們的頭顱骨長而狹窄，頭顱骨長度是高度的4.5倍。似鵜鶘龍在似鳥龍類中的獨特處是在於牠們的眾多牙齒，牠們擁有大約220顆非常小型的牙齒，其中7顆位於前上頜骨，約30顆位於上頜骨，而75顆位於齒骨，是目前獸腳亞目中最多的。牠們的牙齒屬於異型齒，擁有兩種不同形式牙齒。上頜前段的牙齒寬廣，橫剖面呈現D形狀，而後段的牙齒呈現刀狀；整體而言，上頜的牙齒比下頜的牙齒還大。並非似鵜鶘龍的所有牙齒都呈鋸齒狀，而且齒冠與齒根之間的部位狹窄。
目前僅知另一種似鳥龍類擁有牙齒，似鳥身女妖龍，但牙齒數量遠少於似鵜鶘龍，而且僅存於下頜。Perez-Moreno等人，將似鵜鶘龍的眾多牙齒，以及牙齒之間缺乏空隙的特徵，認為是切割與撕裂食物的適應演化，極類似喙狀嘴的切割邊緣，同時也是較晚期似鳥龍類的缺乏牙齒、切割用邊緣的預先適應。
似鵜鶘龍的手臂與手部較為類似典型的似鳥龍類特徵，而尺骨與橈骨較緊附於手部，較為類似鉤狀，而且手指長度一樣。
在La Hoyas lagerstätten地層發現的似鵜鶘龍化石保存了軟組織的壓痕，透露出頭部後方的小型冠飾，可能由皮膚或角質構成；以及一個喉囊，該器官類似現代鵜鶘的較大型頰囊，而這也是似鵜鶘龍的名稱來源。有些軟組織痕跡透露出牠們擁有類似皮膚皱纹的表面，起初被解釋成缺乏羽毛、鳞片等衍生物，但後來的研究顯示牠們擁有被保存下来的丝状结构，而非僅是皮膚，也有可能是肌肉組織的痕迹。似鵜鶘龍也是似鳥龍類第一種發現擁有舌骨的物種。似鵜鶘龍的發現地點接近中生代的湖泊，因此牠們可能會涉水進入淺水區捕魚，並在吞嚥前將食物儲放在頰囊中。

## 系統發生學與演化
馬克維奇等人在2005年的研究顯示似鵜鶘龍是似鳥龍下目中最基礎的成員，比似鳥身女妖龍還要原始。小林快次與Lü在2003年的研究則顯示似鵜鶘龍與似鳥身女妖龍形成往似鳥龍科演化支系的基礎階段。似鵜鶘龍的發現在了解似鳥龍下目的演化發展上有重要位置。
以下節錄自Pérez-Moreno等人在1994年刊登於《自然》雜誌的文章：「系統發生學的假設……證實了一個意外發現的途徑，包含新發現，可解釋似鳥龍下目朝向缺乏牙齒的演化進程。直到現在，牙齒數量的逐漸減少最可能的解釋是：原始的堅尾龍類擁有80顆具有高齒冠的鐮刀狀牙齒，而原始的似鳥龍類僅有少數牙齒。系統發生學假設根據牙齒數量增加的作用提出一種演化途徑解釋。大量的牙齒與足夠的齒間空間或小齒（如同傷齒龍科）可能是切割或撕裂的適應結果。另一方面，過度數量的牙齒，缺乏齒間空間（如同似鵜鶘龍）也會形成及類似喙狀嘴的切割邊緣。因此，牙齒數量的增加是切割或撕裂的適應結果……如果齒間空間由更多牙齒所替代，將擁有喙狀嘴的功能。切割或撕裂的適應演化因此成為具有切割作用，最終形成似鳥龍類的切割邊緣。」
以下演化樹是根據小林快次與Lü在2003年的研究：
|  | 似鳥身女妖龍                                            |
|  |                                                         |
|  | \| \| 似金翅鳥龍 \| \| \| \| \| \| 似鳥龍科 \| \| \| \| |
|  |                                                         |
|  | 似金翅鳥龍                                              |
|  |                                                         |
|  | 似鳥龍科                                                |
|  |                                                         |

|  | 似金翅鳥龍 |
|  |            |
|  | 似鳥龍科   |
|  |            |

|  | 似鳥身女妖龍                                            |
|  |                                                         |
|  | \| \| 似金翅鳥龍 \| \| \| \| \| \| 似鳥龍科 \| \| \| \| |
|  |                                                         |
|  | 似金翅鳥龍                                              |
|  |                                                         |
|  | 似鳥龍科                                                |
|  |                                                         |

|  | 似金翅鳥龍 |
|  |            |
|  | 似鳥龍科   |
|  |            |

## 古生態學
西班牙的La Hoyas地層也發現了許多保存良好的化石，包括：反鳥亞綱的伊比利亞鳥、昆卡鳥（Concornis）、始小翼鳥（Eoalulavis），以及獸腳亞目的牙齒、少數破碎的蜥腳下目恐龍骨頭。在La Hoyas的粗糙沉積層也發現了鳥腳下目的禽龍、蜥蜴、以及蠑螈。

### 大眾文化
似鵜鶘龍出現於2002年的電視遊戲《恐龍島》（Dino Island），該遊戲由法國的Monte Cristo公司出品。